# دومینیک موکئانو
دومینیک موکئانو (به انگلیسی: Dominique Moceanu) ژیمناست زادهٔ ۳۰ سپتامبر ۱۹۸۱ میلادی اهل کشور ایالات متحده آمریکا است.